# Южноафриканский жестовый язык
Ю́жноафрика́нский же́стовый язы́к (ЮАЖЯ, от африк. Suid-Afrikaanse Gebaretaal) — основной жестовый язык, который используют глухие в Южной Африке. В 2001 году правительство Южной Африки создало Национальную языковую группу для Южноафриканского жестового языка. ЮАЖЯ не единственный жестовый язык, который используют в ЮАР, но именно он пропагандируется в стране как официальный язык глухих, исторически не образующих единую группу.
В 1995 году название Южноафриканского совета глухих (ЮАСГ) было изменено на Южноафриканскую федерацию глухих (ЮАФГ), что стало причиной радикальных изменений политики по отношению к глухим Южной Африки, и в частности, привело к разработке и принятию единого жестового языка и его популяризации относительно устного языка. Однако школы, в которых учились глухие, не внесли никаких изменений в учебный процесс, во многих учебных заведениях ЮАР до сих пор используются разные системы жестового языка, а в некоторых — метод мануализма либо не поощряется, либо вообще не используется. В ЮАР существует около двенадцати различных вариантов устного жестового языка. 